# Delphine Cascarino

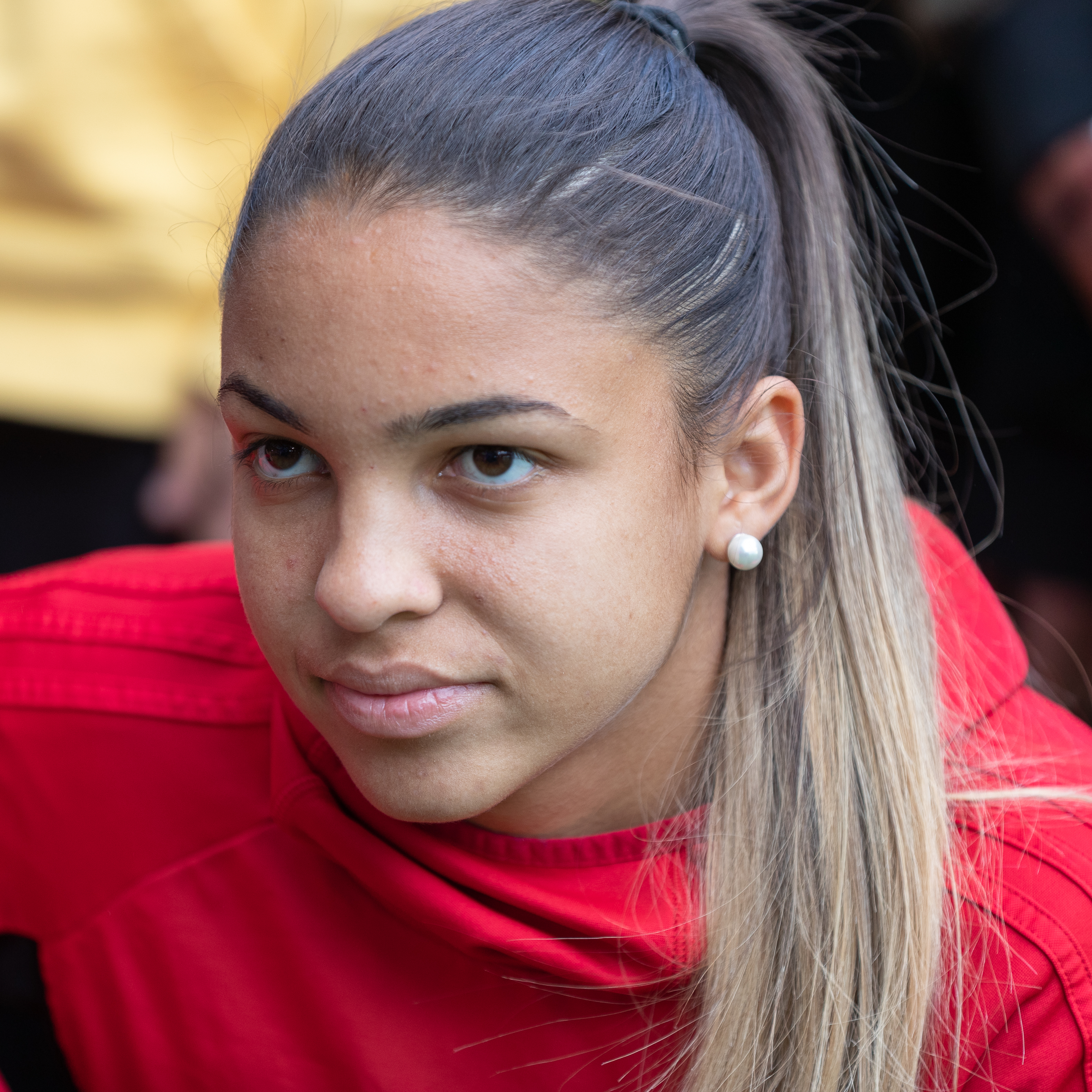
Delphine Cascarino (2017)

Delphine Cascarino (* 5. Februar 1997 in Saint-Priest) ist eine französische Fußballspielerin.

## Vereinskarriere
Delphine Cascarino stammt aus einer Familie, die von den Antillen nach Frankreich eingewandert ist. Als Neunjährige begann sie gemeinsam mit ihrer Zwillingsschwester Estelle bei der AS Saint-Priest und anschließend der AS Manissieux Saint-Priest mit dem Vereinsfußball. Bereits 2009 wechselte sie zum „großen Nachbarn“ Olympique Lyon, wo sie die verschiedenen Jahrgangsteams durchlief und bald auch in den französischen Jugendnationalteams zum Einsatz kam.
Im März 2015 kam die schnelle, konditionsstarke Offensivspielerin, deren starker Fuß ihr rechter ist und die im Verein im Angriff oder auf der rechten Außenbahn aufgestellt wird, bei einem Sieg über die AS Saint-Étienne zu ihrem ersten Pflichtspieleinsatz in Lyons Erstligafrauschaft, als Trainer Gérard Prêcheur sie zur zweiten Halbzeit für Élodie Thomis einwechselte. Ein Vierteljahr später erhielt sie bei OL ihren ersten Profivertrag mit einer Laufzeit von zwei Jahren. Bis Ende November 2016 hat sie mittlerweile 19 Liga-, vier Landes- und fünf Europapokalspiele für die erste Elf des französischen Serienmeisters bestritten – seit Sommer 2016 allerdings nicht mehr gemeinsam mit ihrer Zwillingsschwester, die sich dem Juvisy FCF angeschlossen hat. In der Rückrunde warf sie eine Verletzung in ihrer Entwicklung zurück.

### Stationen
- AS Saint-Priest (2006/07)
- AS Manissieux Saint-Priest (2007–2009)
- Olympique Lyon (2009–2024)
- San Diego Wave FC (seit 2024)

## In der Nationalmannschaft
Delphine Cascarino hat ab Mai 2012 die Jugend- und Juniorinnen-Auswahlen des französischen Verbands durchlaufen und sich darin jeweils frühzeitig als Stammspielerin etabliert. Ihre ersten beiden von insgesamt 22 Spielen in der U-16/U-17 fanden gegen die deutschen Altersgenossinnen statt, und bei der zweiten Partie, einem 1:1 in Heidelberg, erzielte die gerade erst 15-Jährige ihr erstes Tor in diesem Kreis. Im selben Jahr gewann sie mit Frankreichs U-17 auch den Weltmeistertitel.
Für die A-Jugend-Auswahl (U-19) stand Cascarino ab Anfang 2015 in 23 Begegnungen auf dem Spielfeld und schoss insgesamt sechs Treffer. Sowohl 2015 als auch 2016 war sie bei der jeweiligen Europameisterschaft gesetzt; allerdings verletzte sie sich 2015 im ersten Gruppenspiel bereits nach 30 Minuten schwer und musste vorzeitig nach Frankreich zurückreisen. Dennoch qualifizierten die Französinnen sich durch das Erreichen des Halbfinales für die U-20-Weltmeisterschaft 2016 in Papua-Neuguinea. Ein Jahr später allerdings bestritt sie bei der EM in der Slowakei alle fünf Spiele und gewann mit ihren Mitspielerinnen den europäischen Titel.
Mit der U-20-Auswahl hat Delphine Cascarino in acht Partien, davon sechs beim FIFA-WM-Turnier 2016 mit zwei eigenen Treffern, mitgewirkt, wo Frankreich erst im Finale unterlag. Ihr gelang ein sehr sehenswertes und spielentscheidendes Tor im Viertelfinale gegen Titelverteidiger Deutschland.
In die französische A-Nationalelf berief der damalige Trainer Philippe Bergeroo sie bereits im Januar 2016; allerdings kam sie seinerzeit noch nicht zum Einsatz. Ihr Debüt in diesem Kreis gab sie im Oktober 2016, als Bergeroo-Nachfolger Olivier Echouafni sie bei einem Freundschaftsspiel gegen England für die letzten zehn Minuten einwechselte. Ihre Verletzung und ihre geringen Einsatzzahlen im Verein kosteten sie aber eine Berufung in das französische Europameisterschaftsaufgebot. Erst unter Echouafnis Nachfolgerin Corinne Diacre kam sie zu häufigeren Startelfeinsätzen bei den Bleues und wurde sowohl in den französischen 23er-Kader zur WM 2019 im eigenen Land als auch in das Aufgebot für die Europameisterschaft 2022 berufen.
Für Frankreich ist sie bisher insgesamt 46-mal aufgelaufen und hat dabei elf Tore erzielt (Stand: 23. Juli 2022). Ihre beiden Treffer beim 4:0-Sieg gegen Dänemark zwei Monate vor Beginn der WM 2019 kommentierte sie mit den Worten: „Ich wollte zeigen, dass ich nicht nur gute Vorlagen geben kann“.

## Palmarès
- U-17-Weltmeisterin 2012
- U-19-Europameisterin 2016
- U-20-Vizeweltmeisterin 2016
- Französische Meisterin 2014/15, 2015/16, 2016/17, 2017/18, 2018/19, 2019/20, 2021/22
- Französische Pokalsiegerin 2014/15, 2015/16, 2016/17, 2018/19 (jeweils ohne Einsatz im Endspiel), 2019/20
- UEFA-Women’s-Champions-League-Siegerin 2015/16, 2016/17 (jeweils ohne Einsatz im Endspiel), 2017/18, 2018/19, 2019/20, 2021/22
- Französische Supercupsiegerin 2019, 2022, 2023